# Pézenas
Pézenas (okzitanisch Pesenaç, Pesenàs) ist eine französische Stadt mit 7789 Einwohnern (Stand 1. Januar 2022) im Département Hérault in der Region Okzitanien. Sie gehört zum Arrondissement Béziers und zum Kanton Pézenas.

## Geografie

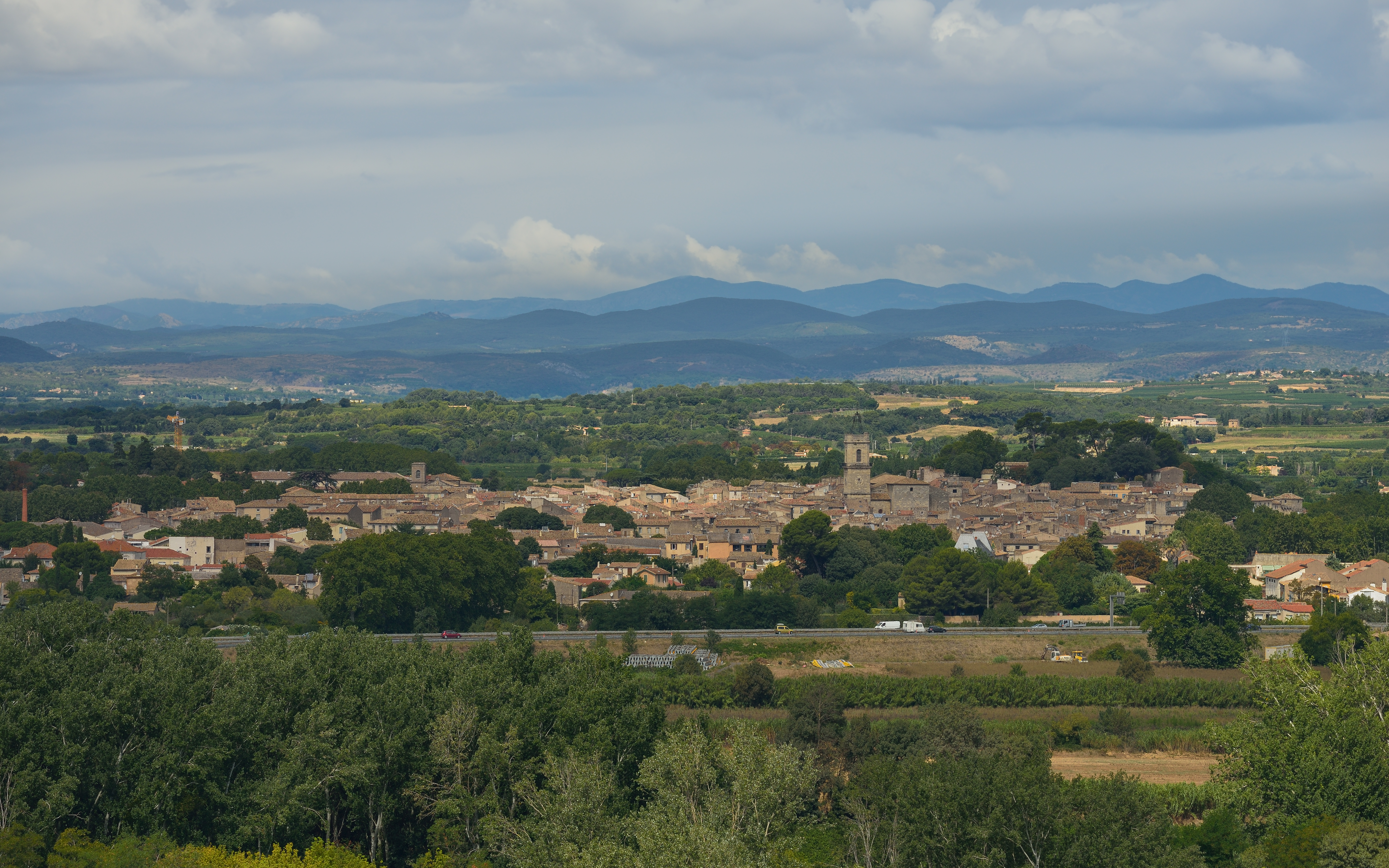
Blick über Pézenas

Pézenas liegt zwischen Béziers (23 Kilometer entfernt) und Montpellier (63 Kilometer entfernt) im Tal des Hérault, nahe der Mündung seines rechten Nebenflusses Peyne.

## Geschichte
Die Gründung von Pézenas wird um 300 v. Chr. datiert. Der Ortsname leitet sich vom lateinischen Piscenae ab und hängt zudem mit dem Flüsschen Peyne zusammen. Pézenas war im 16. und 17. Jahrhundert Sitz der Regierung und Residenz des Gouverneurs von Languedoc. Armand de Bourbon, Fürst von Conti, machte Pézenas zum „Versailles des Languedoc“.

## Bevölkerungsentwicklung
| Jahr                       | 1962 | 1968 | 1975 | 1982 | 1990 | 1999 | 2010 | 2019 |
| Einwohner                  | 7198 | 9103 | 7707 | 7519 | 7613 | 7443 | 8251 | 8002 |
| Quellen: Cassini und INSEE |      |      |      |      |      |      |      |      |

## Sehenswürdigkeiten
- Die historische Altstadt mit denkmalgeschützten Bauten und Hotels aus dem 16., 17. und 18. Jahrhundert.
- Das bekannte Stadttheater, welches um 1830 im klassizistischen Stil aus einer leer stehenden Kirche errichtet wurde. Die Comédie-Française hat hier viele Gastspiele gegeben. Das Theater steht seit Jahrzehnten leer, es gibt jedoch Bemühungen zur Restaurierung und Wiedereröffnung.
- Das Museum Vulliod Saint-Germain, das Sammlungen um die Geschichte der Stadt zusammenfasst, darunter ein Molière gewidmeter Saal.

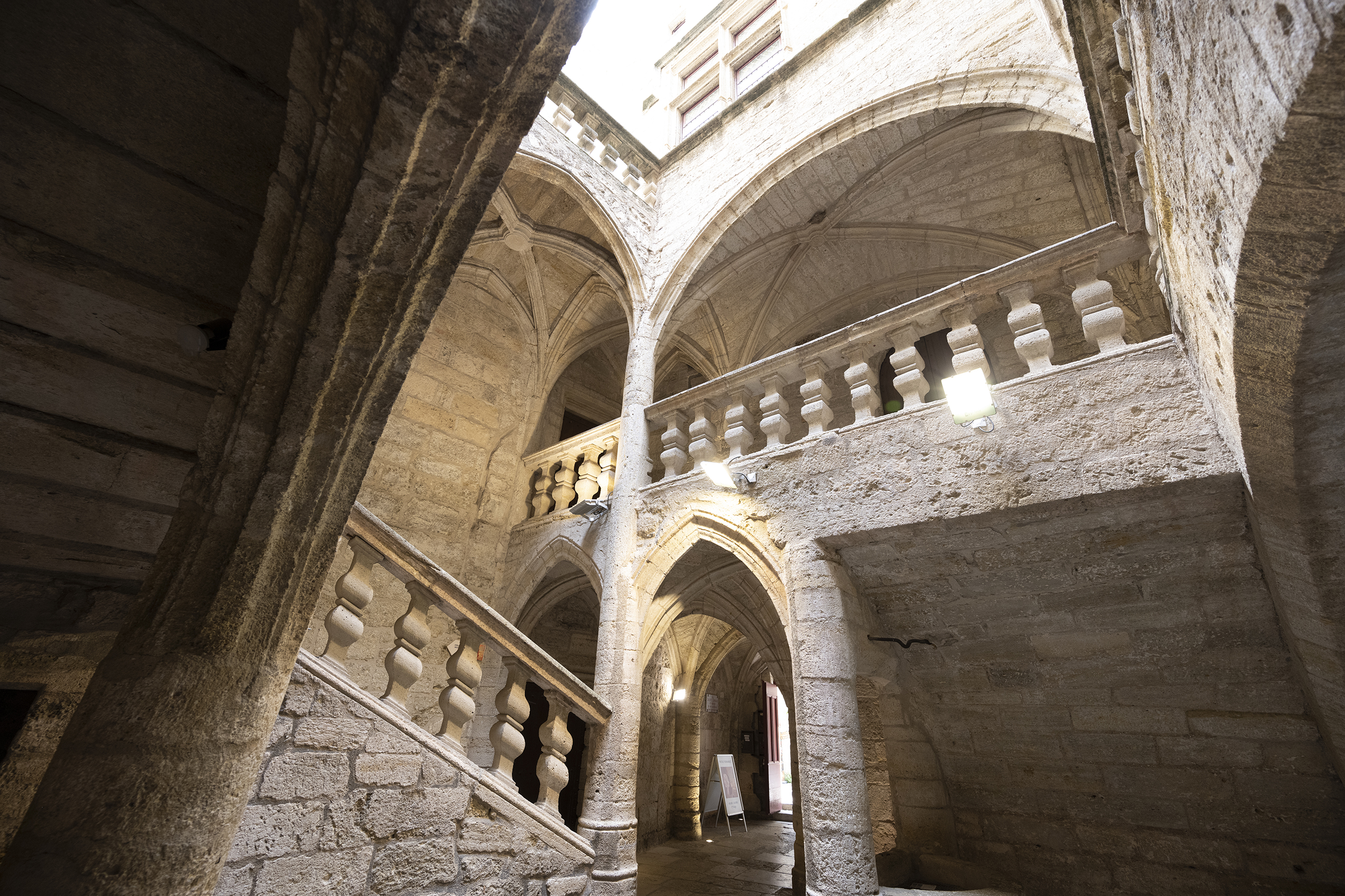
Treppenhaus des Hotel Lacoste in Pézenas

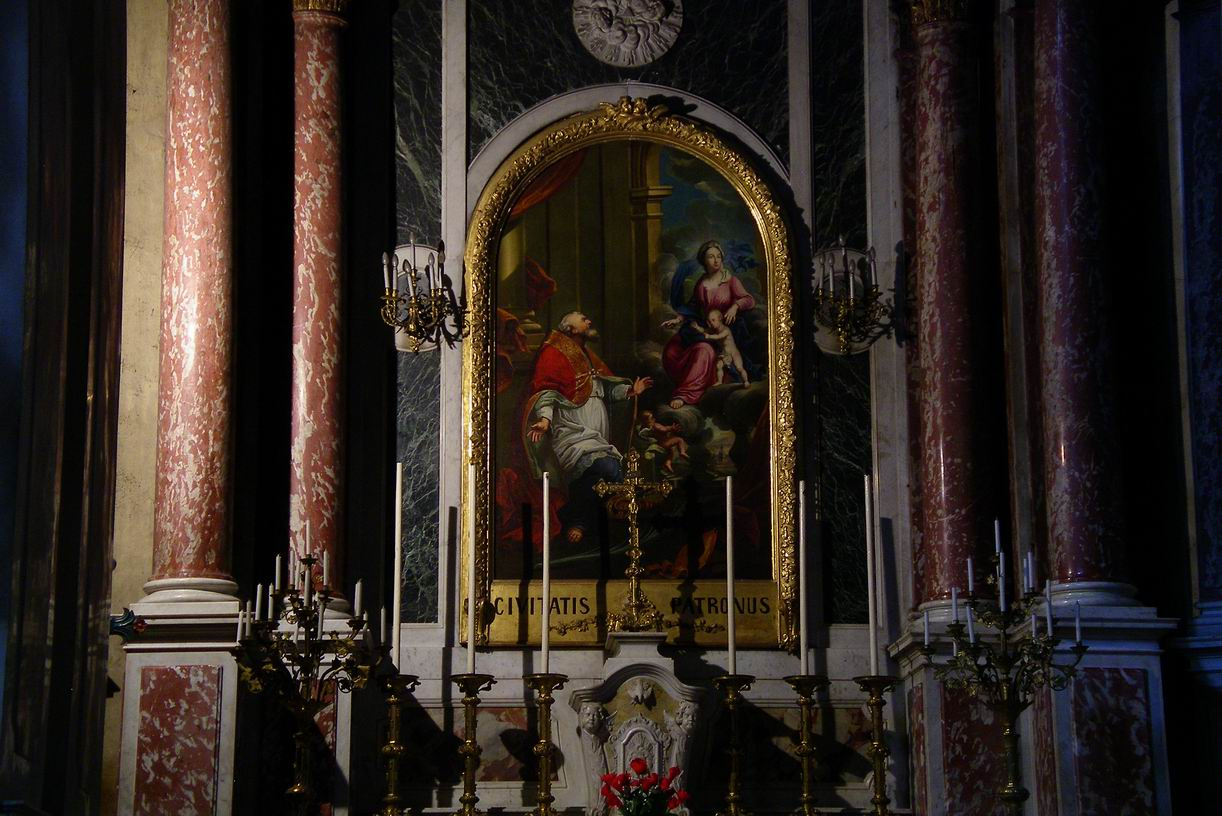
Innenansicht – Kirche St-Jean Pézenas

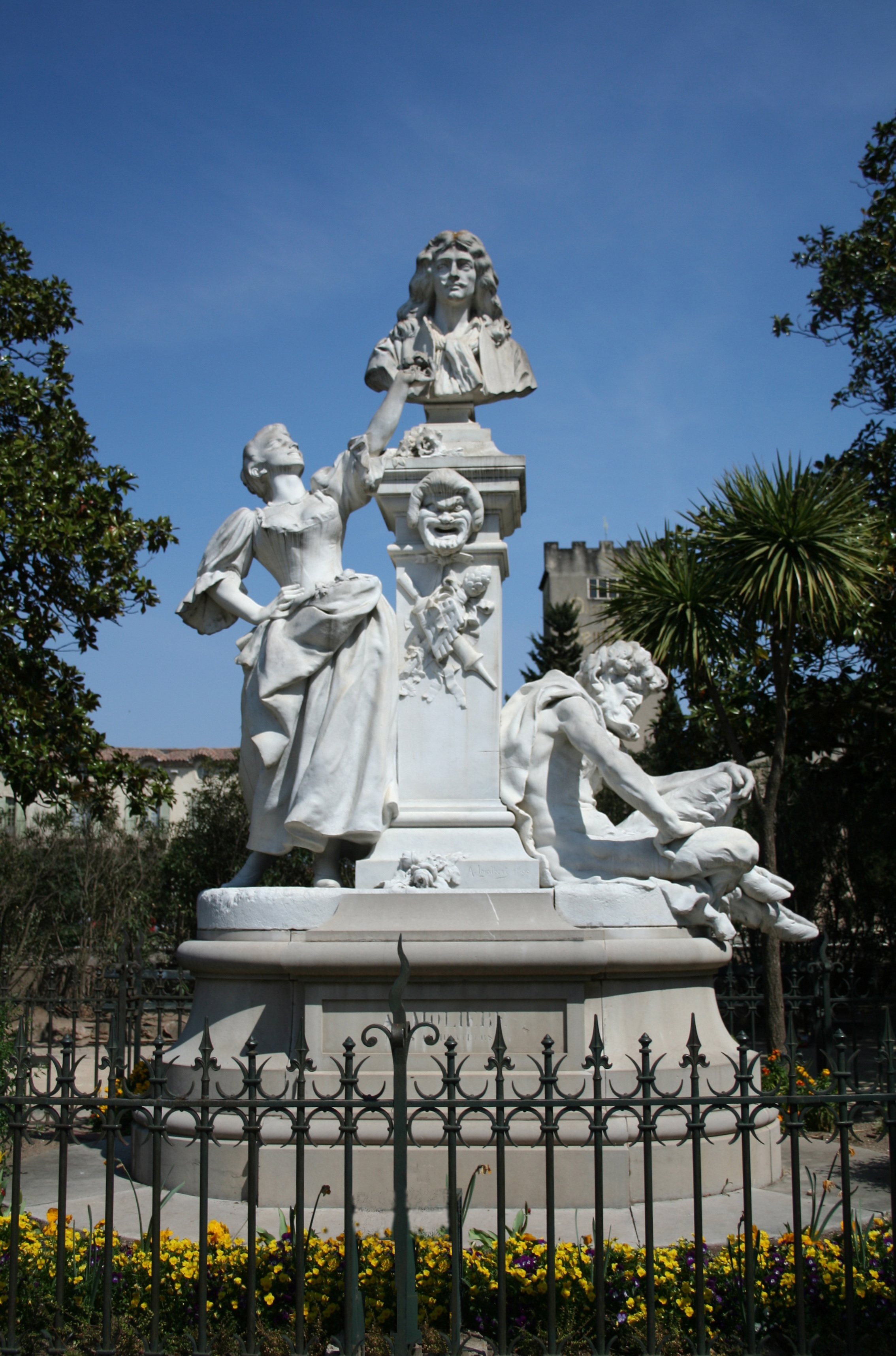
Molière-Denkmal

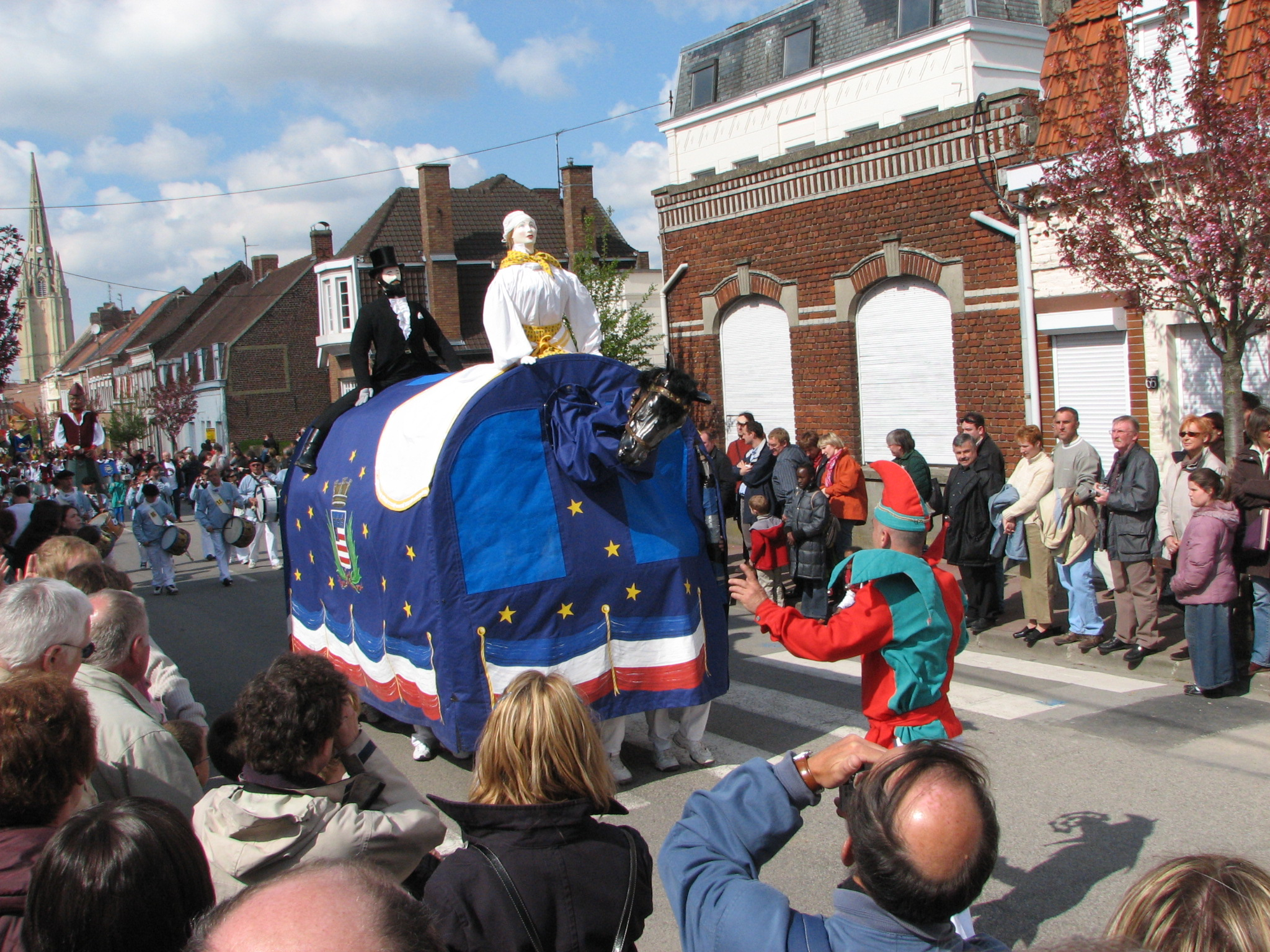
Poulain de Pézenas

## Regelmäßige Veranstaltungen
- Mardi Gras (Faschingsdienstag): Das Poulain de Pézenas (Fohlen von Pézenas) zieht, begleitet von der Bevölkerung, tanzend durch die Stadt.
- Februar: Das Filmfestival Rencontre Cinematographique.
- Mitte April: Das Kulturfest Printival in Erinnerung an Boby Lapointe.
- Reconstitution Historique: Jedes zweite bis dritte Jahr lässt Pézenas an einem Wochenende im Frühjahr eine ausgewählte Epoche seiner Geschichte wieder auferstehen.
- 20. Juni: Beteiligung an der Fête de la musique mit mehreren Bühnen im Rahmen des europäischen Tages der Musik.
- 21. Juni: Zum Sommeranfang wird auf dem Platz La Gambetta die Fête de Saint Jean begangen.
- Marché du Samedi: Der ganzjährige Wochenmarkt zieht jeden Samstag viele Besucher in die Stadt.
- La Mirondela dels Arts: Während der Sommermonate sind in der mittelalterlichen Altstadt unzählige kleine Geschäfte und Galerien mit Kunsthandwerk und allerlei zu finden, unterstützt durch Restaurants und Boutiquen. Im Juli und August begleitet hierbei ein breites Kulturprogramm das Handwerk und die Kunst. Jeden Mittwoch- und Freitagabend findet die Nocturne statt. An diesen Tagen sind die Geschäfte der Altstadt bis Mitternacht geöffnet und traditionell gibt es Musik sowie diverse andere Darbietungen auf den Plätzen und Gassen zu sehen.
- Oktober: Das Festival International de l’image des Metiers beschäftigt sich mit den Arbeiten junger Filmschaffender.
- Trödelmarkt zwei Mal im Jahr (Mai/Oktober) entlang der Hauptstraße, die durch Pézenas führt (ehemalige Route National N113).
- Jahrmarkt im November.

## Persönlichkeiten
- Pierre Richer de Belleval (um 1564–1632), französischer Botaniker und Mediziner, praktischer Arzt in Pézenas.
- Jean-François Sarasin (1614–1654), französischer Literat und Dichter, hier gestorben.
- Roger de Harlay (1615–1669), Bischof und Graf von Lodève, gestorben in Pézenas.
- Louis Thomassin (1619–1695), französischer Oratorianer, Philosoph und Kirchenrechtler, Lehrer der Philosophie in Pézenas.
- Molière (1622–1673), französischer Schauspieler, Theaterdirektor und Dramatiker; besuchte Pézenas mit seiner Theatergruppe L’Illustre Théâtre.
- Armand de Bourbon, prince de Conti (1629–1666), französischer Adliger und Stifter der jüngeren Linie des Hauses Bourbon-Conti, gestorben in Pézenas.
- Dom Bedos (1709–1779), französischer Benediktiner, Orgelbauer, Gutachter und Schriftsteller, besuchte die Schule der Oratorianer in Pézenas.
- Gabriel-François Venel (1723–1775), französischer Arzt, Apotheker, Chemiker und Enzyklopädist, gestorben in Pézenas.
- Massimiliano Spinola (1780–1857), italienischer Entomologe, geboren in Pézenas.
- Paul Vidal de la Blache (1845–1918), französischer Geograph, Historiker und Ethnologe; Mitbegründer der Humangeographie; geboren in Pézenas.
- Alfred Montagne (1881–1963), Offizier, geboren in Pézenas.
- Louis Paulhan (1883–1963), französischer Pilot, geboren in Pézenas.
- Edmond Charlot (1915–2004), Entdecker von Albert Camus und Herausgeber von La France libre während der Jahre 1940 bis 1980.
- Boby Lapointe (Robert Lapointe) (1922–1972), französischer Liedermacher, geboren und gestorben in Pézenas.
- Hippolyte Annex (1933–2021), französischer Boxer, geboren in Pézenas.
- Alain Robert (* 1962), französischer Freeclimber, lebt in Pézenas.
- Éric Dubus (* 1966), französischer Mittel- und Langstreckenläufer, geboren in Pézenas.